# Парламентские выборы в Суринаме (2015)
Парламентские выборы в Суринаме прошли 25 мая 2015 года. В результате Национальная демократическая партия Суринама впервые получила абсолютное большинство мест Национальной ассамблеи.

## Избирательная система
Национальная ассамблея Суринама состоит из 51 депутата, избираемых по пропорциональной избирательной системе в 10 многомандатных избирательных округах, включающих от 2 до 17 мест. Избирательные округа соответствуют административным округам страны. Национальная ассамблея избирает президента Суринама.

## Результаты
| Партия | Голоса  | %     | Мест | +/–   |
| --- | ------- | ----- | ---- | ----- |
| Национальная демократическая партия | 117 751 | 45,46 | 26   | –     |
| V7 | 96 584  | 37,29 | 18   | –     |
| А-комбинация | 27 314  | 10,54 | 5    | –2    |
| Партия за демократию и развитие через единство | 11 168  | 4,31  | 1    | 0     |
| Союз прогрессивных рабочих и фермеров | 1735    | 0,67  | 1    | –     |
| Фронт Мега | 1130    | 0,44  | 0    | –     |
| Новая А-комбинация | 1109    | 0,43  | 0    | –     |
| Амазонская партия Суринама | 843     | 0,33  | 0    | новая |
| Прочная и праведная жизнь | 664     | 0,26  | 0    | новая |
| Партия национального развития | 415     | 0,16  | 0    | новая |
| Партия за целостность, национальную мотивацию и равенство                                                                                          | 317     | 0,12  | 0    | новая |
| Недействительных/пустых бюллетеней |         | –     | –    | –     |
| Всего | 259 030 | 100   | 51   | 0     |
| Зарегистрированных избирателей/ Явка | 356 223 |       | –    | –     |
| Источник: Verkiezingen, Star Nieuws Архивная копия от 11 августа 2017 на Wayback Machine, IPU Архивная копия от 15 октября 2009 на Wayback Machine |         |       |      |       |